# Caméralisme
L'école caméraliste est une des versions du mercantilisme qui s'est formé dans les États allemands au XVIe siècle. Cette école a influencé la pensée et l'action économique dans les États de culture germanique jusqu'au XIXe siècle.

## Origine
Cette appellation provient de la création de chaires d'économie dans les facultés allemandes. Il y en eut à Strasbourg, alors ville d'Empire, dès 1500. On parlait de science camérale parce que le mot « Kamera » désignait alors, en langue allemande, le lieu où étaient conservés les deniers publics. L'administrateur des finances royales portait le nom de camerarius. On appela « caméralistes » tous les auteurs se préoccupant de l'enrichissement de l'État. 
Les caméralistes donnaient des conseils aux chefs des principautés allemandes pendant la guerre de Trente Ans ; ils furent influents pendant les deux siècles suivants. 
Le caméralisme évolua pour comprendre l'ensemble de la science de l'administration. D'après Lindenfeld, cela recouvrait trois domaines : finance publique, économie et politique publique. Cela devint la voie de formation des fonctionnaires des chambres royales. 

## Le cas de la Prusse
Le caméralisme devint l'école de pensée économique et sociale prussienne qui préconisait la réforme de la société. L'État ne devait plus seulement se focaliser sur le maintien de l'ordre, mais aussi promouvoir la prospérité collective, par exemple en adoptant des mesures économiques. Son but était de placer toute la population au service du bien commun.
Cette école obtint un statut universitaire affirmé du fait des besoins croissants en expertise de gestion administrative. Le roi Frédéric-Guillaume Ier de Prusse établit des postes de professeurs de caméralisme dans les universités de Francfort et de Halle. Les plus connus furent Johann Heinrich Gottlob von Justi (1717-1771), qui lia l'idée caméraliste et l'idée de loi naturelle, et Jakob Freiherr von Bielfeld, ministre de Frédéric II, auteur des Institutions politiques (La Haye, Pierre Gosse, 1760, 2 volumes in-folio) . Trois ans après la mort de Justi, une école camérale est créée à Lautern: dirigée par le médecin et botaniste Friedrich Casimir Medicus, elle fusionnera en 1784 avec l'université de Heidelberg. August Crome, connu notamment pour sa carte de l’Europe dressée en 1782, qui est considérée par certains comme la première carte économique et thématique imprimée connue, a occupé le poste de professeur de caméralisme à l’université de Giessen.
Le caméralisme a aussi gagné en popularité en Suède après que le pays a perdu la plupart de ses possessions en Poméranie et dans la région baltique après sa défaite dans la Grande guerre du Nord. L'université d'Utrecht créa aussi un poste de professeur de caméralisme.